# Duševní zdraví

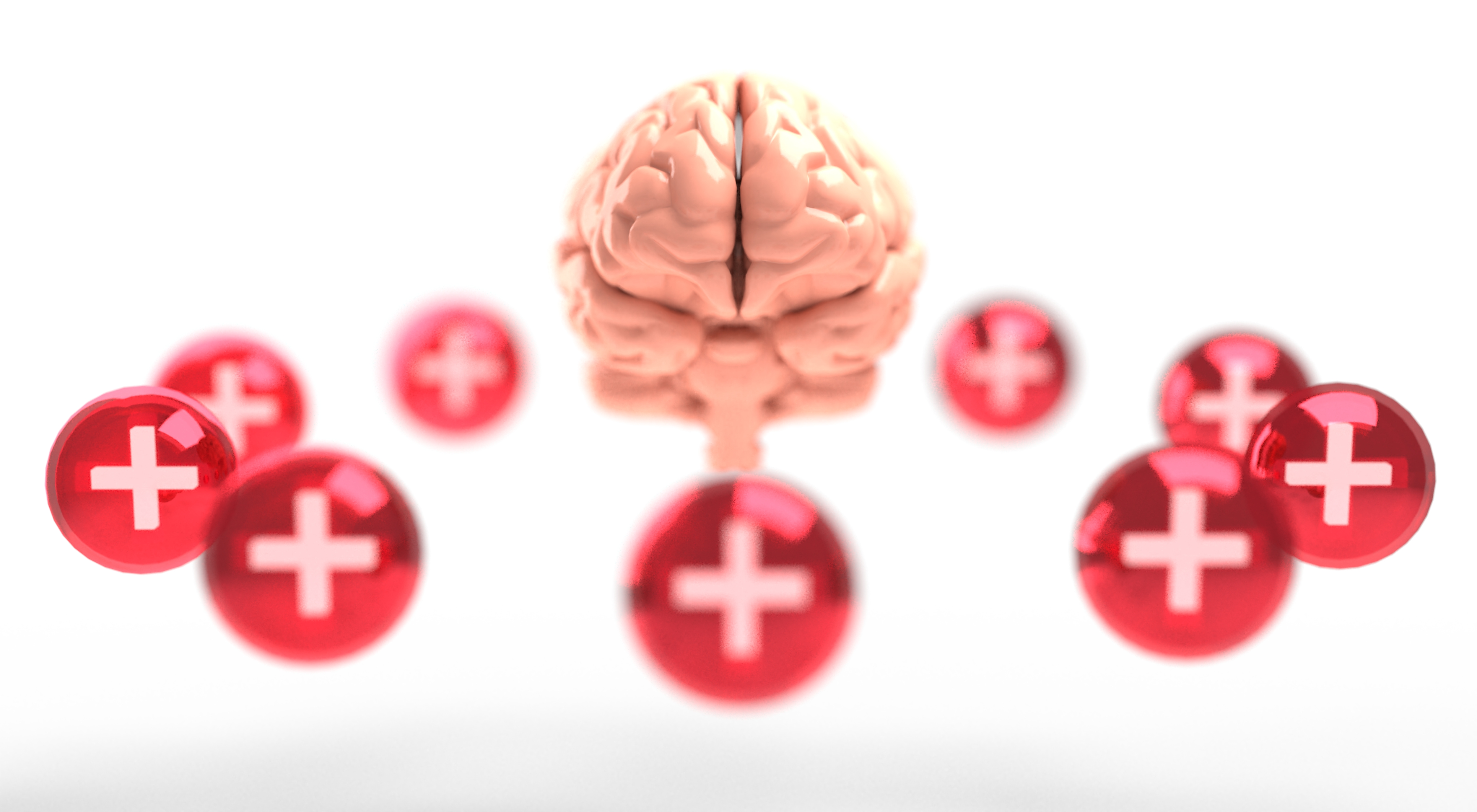
Koncepční ilustrace znázorňující duševní zdraví

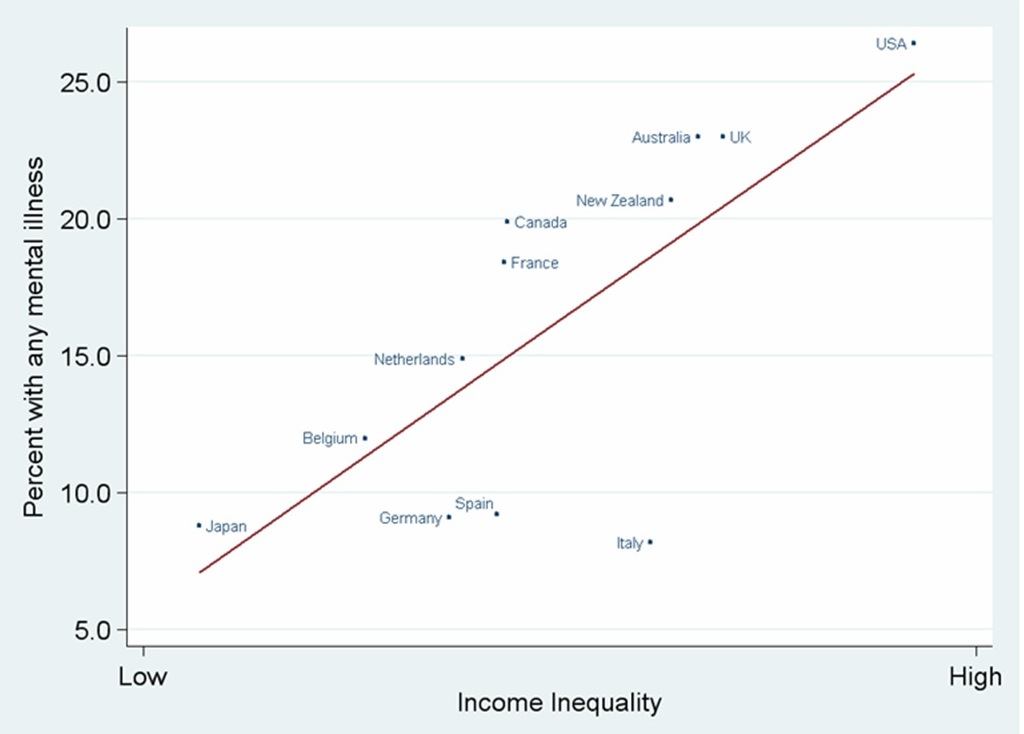
Graf znázorňující korelaci mezi vyšší ekonomickou nerovností obyvatelstva se zvýšeným výskytem duševních poruch.

Duševní zdraví, psychické zdraví nebo mentální zdraví (anglicky mental health) je úroveň psychické pohody či blahobytu (anglicky psychological well-being) a nepřítomnost psychických poruch. Je to stav, ve kterém člověk „funguje na uspokojivé úrovni emocionálního a behaviorálního rozpoložení“. Z pohledu pozitivní psychologie nebo holismu může duševní zdraví zahrnovat schopnost jedince užívat si života a vytvořit rovnováhu mezi životními aktivitami a úsilím o dosažení psychické odolnosti. Podle Světové zdravotnické organizace (WHO) duševní zdraví zahrnuje „subjektivní pohodu, vnímanou vlastní účinnost, autonomii, kompetenci, mezigenerační závislost a sebe-aktualizaci intelektuálního a emocionálního potenciálu člověka“. WHO dále uvádí, že blahobyt jednotlivce zahrnuje realizaci jeho schopností, zvládání běžných stresů života, produktivní práci i jeho příspěvek pro komunitu. Když se nedodržuje, může zavinit smrt i závažné choroby.